# أقضية ألمانيا

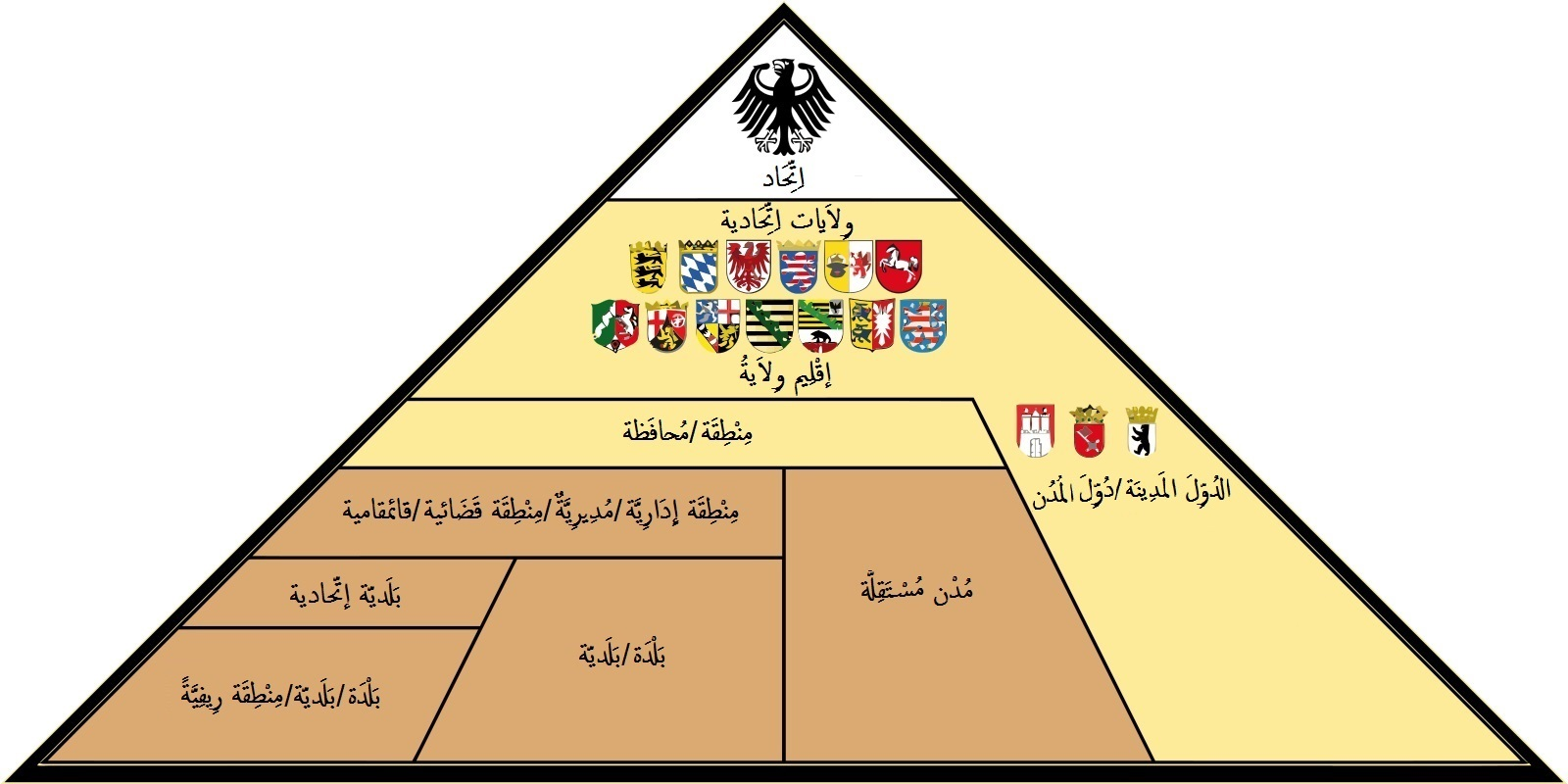
هرم التقسيم الإداري في ألمانيا

الأقضية في ألمانيا (جمع قضاء) أو مقاطعات ألمانيا (بالألمانية: Landkreis) هي أحد التقسيمات الإدارية في ألمانيا، وتأتي في المرتبة الثالثة من حيث التقسيم الإداري بعد الولايات وبعد المناطق الإدارية وفوق البلديات.
في التقسيم الإداري للولايات الألمانية فإن القضاء يسمى قضاء ريفي Landkreis، إلا في ولايتي شمال الراين-وستفاليا وشلسفيغ هولشتاين حيث يسمى قضاء فحسب. إن أغلب المدن الرئيسية في ألمانيا ليست جزءاً من القضاء الريفي، ويكون لها وظيفة إدارية خاصة بها شبيهة بالقضاء ولكنها متمايزة عنه وتسمى في هذه الحالة مدينة بلا قضاء Kreisfreie Stadt أو قضاء حضري Stadtkreis.